# Larks' Tongues in Aspic
Larks' Tongues in Aspic är ett musikalbum av King Crimson släppt i mars 1973 på Atlantic Records. Det här albumet räknas som starten på gruppens "andra period" eftersom musiken nu tar en tydligt ny inriktning gentemot de fyra första studioalbumen. Robert Fripp var den enda medlemmen som var kvar från första albumet när Lark's Tongues spelades in. 
Albumet är mer experimentellt än tidigare från gruppen. I flera av albumets låtar så som titelspåret används olika sorters percussionsinstrument, så som mbira samt fiol prominent. Titelspåret, som är uppdelat i två sektioner är helt instrumentalt, och den första delen som inleder skivan är också albumets längsta spår. Det växlar mellan hårdrocksartade riffsektioner och jazzfusion. Albumet innehåller tre låtar med sång av John Wetton, med texter skrivna av Richard Palmer-James. Det var det första albumet som den forne Yes-trummisen Bill Bruford spelade in med King Crimson. År 2012 gavs albumet ut i en nymixad utgåva.

## Låtar på albumet
(upphovsman inom parentes)
1. "Larks' Tongues in Aspic, Part I" (Bruford/Cross/Fripp/Muir/Wetton) - 13:36
2. "Book of Saturday" (Fripp/Palmer-James/Wetton) - 2:56
3. "Exiles" (Cross/Fripp/Palmer-James) - 7:42
4. "Easy Money" (Fripp/Palmer-James/Wetton) - 7:53
5. "The Talking Drum" (Bruford/Cross/Fripp/Muir/Wetton) - 7:26
6. "Larks' Tongues in Aspic, Part II" (Fripp/Palmer/James) - 7:09

## Listplaceringar
- Billboard 200, USA: #61[1]
- UK Albums Chart, Storbritannien: #20[2]
- RPM, Kanada: #56[3]